# NGC 7579
NGC 7579 ist eine kompakte Galaxie vom Hubble-Typ C im Sternbild Pegasus nördlich des Himmelsäquators. Sie ist schätzungsweise 557 Millionen Lichtjahre von der Milchstraße entfernt und hat einen Durchmesser von etwa 80.000 Lichtjahren.
Im selben Himmelsareal befinden sich u. a. die Galaxien NGC 7584, NGC 7587, NGC 7601, NGC 7609.
Das Objekt wurde am 5. Oktober 1864 vom deutschen Astronomen Albert Marth entdeckt.